# José Cebrián
José Cebrián (Loja, 1839-Madrid, 1904) fue un ilustrador y grabador español.

## Biografía

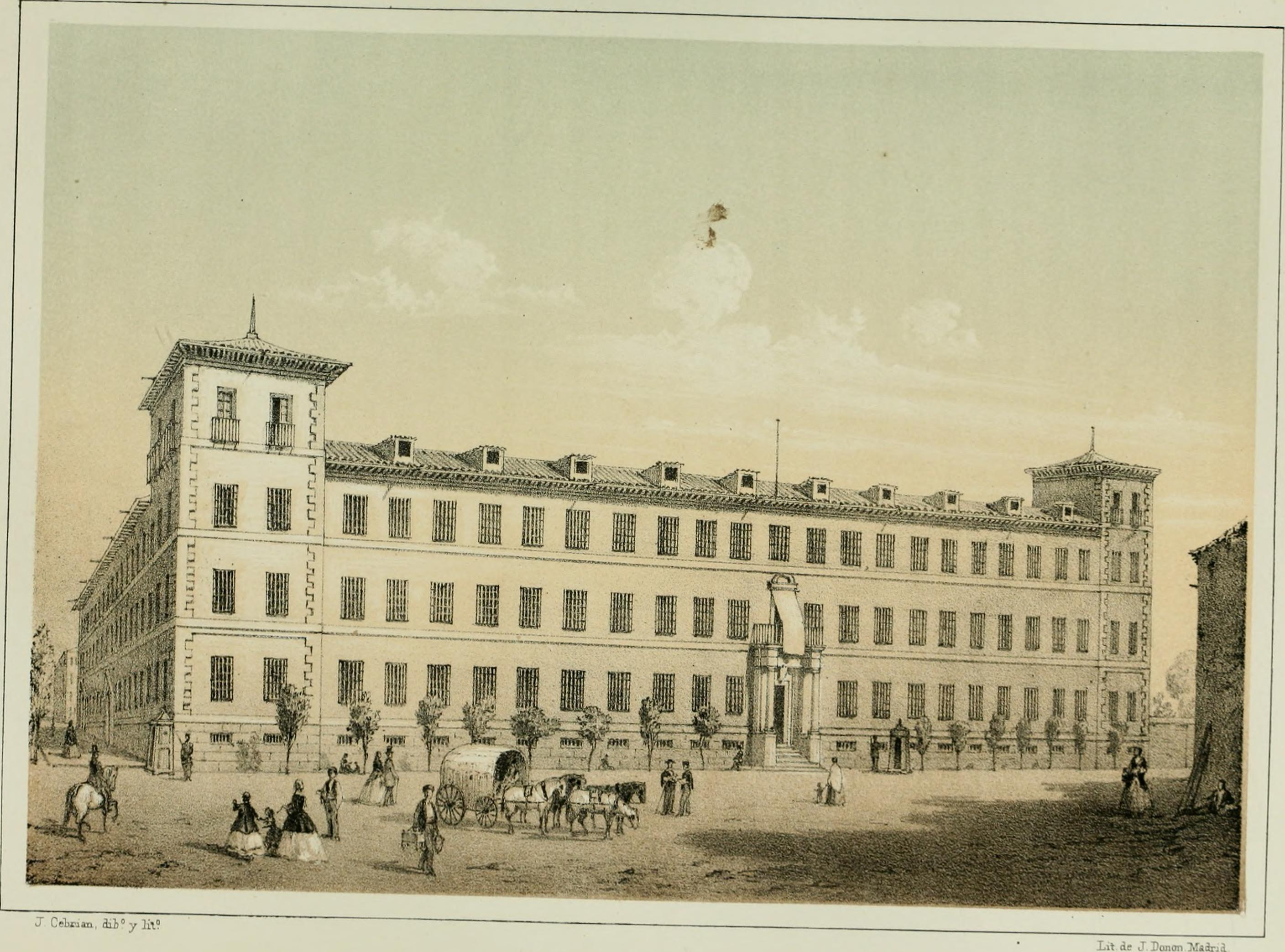
Seminario de Nobles en la Historia de la Villa y Corte de Madrid (1860), «J. Cebrián dibº y litº».

Habría nacido en 1839 en la localidad granadina de Loja. Dibujante y litógrafo de mediados del siglo XIX, a él se deben muchas de las láminas que acompañan a la Historia de Madrid de José Amador de los Ríos; una litografía en gran tamaño de La Concepción, de Murillo, y un gran número de trabajos de igual índole para diferentes novelas. Falleció en 1904 en Madrid.